# Transmisión de los textos clásicos griegos

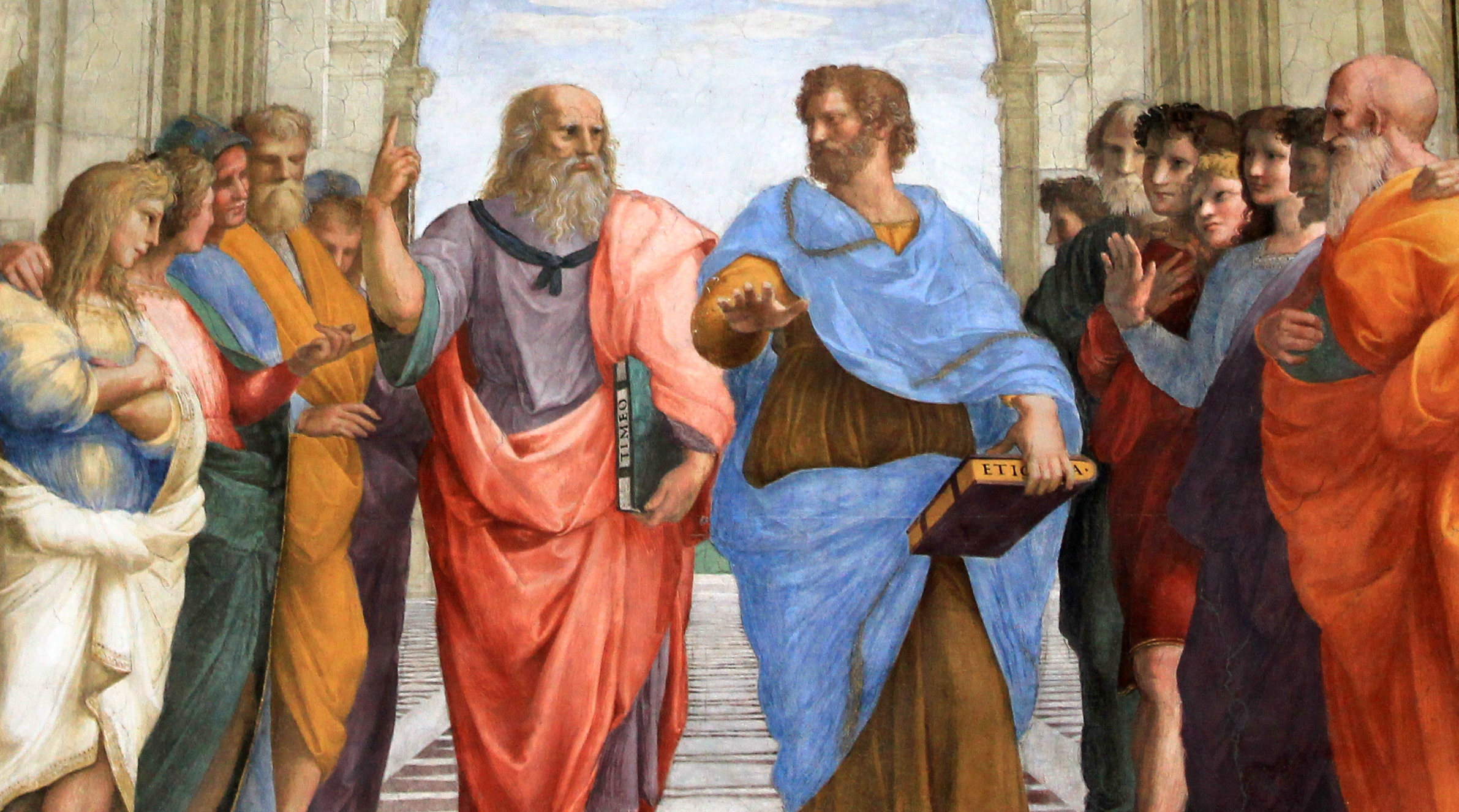
Las ideas de Aristóteles y Platón, mostradas en La escuela de Atenas de Rafael, se perdieron en parte para los europeos occidentales durante siglos.

La transmisión de los textos clásicos griegos a la Europa occidental latina durante la Edad Media fue un factor clave en el desarrollo de la vida intelectual en Europa occidental.  El interés por los textos griegos y su disponibilidad fue escasa en el Occidente latino durante la temprana Edad Media, pero a medida que el tráfico hacia el Este aumentó también lo hizo la erudición occidental.
La filosofía griega clásica consistía en varias obras originales que iban desde las de la Antigua Grecia (por ejemplo, Aristóteles) hasta las de los eruditos grecorromanos del Imperio romano clásico (por ejemplo, Claudio Ptolomeo). Aunque estas obras fueron escritas originalmente en griego, que durante siglos fue el idioma de los estudiosos en la región del Mediterráneo, muchas fueron traducidas al siríaco, al árabe y al persa durante la Edad Media y las versiones originales en griego a menudo eran desconocidas para Occidente. Con el aumento de la presencia occidental en Oriente debido a las Cruzadas, y el colapso gradual del Imperio bizantino durante la última Edad Media, muchos eruditos griegos bizantinos huyeron a Europa Occidental trayendo consigo muchos manuscritos griegos originales, y dando impulso a la educación en lengua griega en Occidente y a los esfuerzos de traducción de la erudición griega al latín.
La línea entre la erudición griega y la erudición árabe en Europa Occidental fue muy borrosa durante la Edad Media y el comienzo del período moderno. Así, dependiendo del contexto, el concepto de la transmisión de los clásicos griegos se utiliza a menudo para referirse al conocimiento colectivo que se obtuvo de los imperios árabe y bizantino, independientemente de dónde se originó realmente el conocimiento.

## Recepción directa de los textos griegos
A medida que el conocimiento del griego declinaba en occidente con la caída del Imperio Romano de Occidente, también lo hacía el conocimiento de los textos griegos, muchos de los cuales habían permanecido sin traducción al latín. La frágil naturaleza del papiro, como medio de escritura, significaba que los textos más antiguos que no se copiaban en un pergamino costoso se desmigajaban y se perdían con el tiempo.
Después de la Cuarta Cruzada (1202-1204) y el Saqueo de Constantinopla (1204), eruditos como Guillermo de Moerbeke tuvieron acceso a los textos originales griegos de científicos y filósofos, incluyendo a Aristóteles, Arquímedes, Herón de Alejandría y Proclo, que habían sido preservados en el Imperio bizantino (Romano de Oriente), y los tradujeron directamente al latín.
El declive y colapso final del imperio bizantino en el siglo XV intensificó el contacto entre sus eruditos y los de occidente. Se tradujo al latín toda la gama de clásicos griegos, incluyendo a historiadores, poetas, dramaturgos y filósofos no aristotélicos. Manuel Crisoloras (c. 1355-1415) tradujo partes de Homero y Platón. Guarino da Verona (1370-1460) tradujo a Estrabón y Plutarco. Poggio Bracciolini (1380-1459) tradujo a Jenofonte, Lucano y Diodoro Sículo. Francesco Filelfo (1398-1481) tradujo partes de Plutarco, Jenofonte y Lisias. Lorenzo Valla (1407-1457) tradujo a Tucídides y Heródoto. Marsilio Ficino (1433-1499) y su Academia Platónica Florentina tradujo a Platón. Poliziano (1454-1494) tradujo a Herodiano y partes de Epicteto y Plutarco. Johann Müller Regiomontano y Jorge de Trebisonda tradujeron el Almagesto de Claudio Ptolomeo. Importantes mecenas fueron Basilio Besarión (1403-1472) y el Papa Nicolás V (1397-1455).
Armenia albergaba bibliotecas de literatura clásica griega. Un códice armenio de Aristóteles (Δ) es una de las principales fuentes del aparato crítico del texto griego actual.

## Traducciones al siríaco
El siríaco juega un papel importante en la crítica de los textos modernos, incluso hoy en día. La edición de Oxford Classical del texto griego del Órganon de Aristóteles utiliza la sigla Ρ, Ι, y Γ, que son textos que datan de las posesiones cristianas del siglo VI al VIII.
Las traducciones al siríaco jugaron un papel importante para la posterior recepción en el árabe. Estos traductores de siríaco eran en su mayoría nestorianos y cristianos jacobitas, que trabajaron en los doscientos años siguientes al período abasí. El traductor más importante de este grupo fue el cristiano de habla siríaca Hunayn ibn Ishaq (809-873), conocido por los latinos como Joannitius.

## Imperio Romano de Occidente
El aprendizaje del griego clásico se encontraba firmemente en todas las metrópolis del imperio romano, incluso en la propia Roma.

### Boecio
En Roma, Boecio propagó obras de la enseñanza clásica griega. Boecio pretendía transmitir la gran cultura grecorromana a las generaciones futuras escribiendo manuales de música y astronomía, geometría y aritmética.
Varios de los escritos de Boecio, que tuvieron gran influencia durante la Edad Media, se inspiraron en el pensamiento de Porfirio y Jámblico. Boecio escribió un comentario sobre la Isagoge de Porfirio, que puso de relieve la existencia del problema de los universales: si estos conceptos son entidades subsistentes que existirían si alguien los pensara, o si solo existen como ideas. El tema de la naturaleza ontológica de las ideas universales fue una de las mayores controversias de la filosofía medieval.
Además de estas avanzadas obras filosóficas, Boecio también tradujo importantes textos griegos para los temas del quadrivium. Su traducción libre del tratado de aritmética de Nicómaco de Gerasa (De institutione arithmetica libri duo) y su libro de texto de música (De institutione musica Libri quinque, inacabado) contribuyó a la educación medieval. De arithmetica, comienza con aritmética modular, como par e impar, par, par e impar, e impar par. Luego pasa a una complejidad impredecible al categorizar números y partes de números.
Sus traducciones de Euclides sobre geometría y de Ptolomeo sobre astronomía,  si se completaron, ya no sobreviven. Boecio hizo traducciones en latín de la interpretación de Aristóteles y Categorías con comentarios. Estas fueron ampliamente utilizadas durante la Edad Media.

### La Alta Edad Media en las provincias occidentales
En las provincias occidentales (lo que hoy se considera el corazón de Europa Occidental), el imperio romano en colapso perdió muchos manuscritos griegos que no fueron preservados por los monasterios. Sin embargo, debido al gasto y a la escasez de material de escritura, los escribas monásticos podían reciclar los viejos pergaminos. Los pergaminos podían ser reutilizados después de raspar la tinta de los textos antiguos, y escribir nuevos libros en el pergamino usado anteriormente, creando lo que se llama un palimpsesto. Afortunadamente para los eruditos modernos, la vieja escritura todavía puede ser recuperada, y muchas obras de gran valor, que de otra manera se habrían perdido, han sido recuperadas de esta manera. Como el idioma de los aristócratas y eruditos romanos, el griego murió junto con el Imperio romano en Occidente, y para el 500, casi nadie en Europa occidental era capaz de leer (o traducir) los textos griegos, y con el surgimiento del Imperio islámico, Occidente quedó aún más aislado del idioma. Después de un tiempo, sólo unos pocos monasterios en el oeste tenían obras griegas, y aún menos copiaban estas obras (principalmente los irlandeses) Algunos monjes irlandeses habían sido enseñados por misioneros griegos y latinos que probablemente habían traído textos griegos con ellos.

### La Edad Media tardía: Guillermo de Moerbeke
Guillermo de Moerbeke fue uno de los más prolíficos e influyentes traductores de textos filosóficos griegos en la mitad del siglo XIII. Se sabe muy poco de la vida de William. Nació probablemente en 1215 en el pueblo de Moerbeke, actualmente en Bélgica, y probablemente entró en el priorato dominicano de Lovaina de joven. La mayor parte de su trabajo sobreviviente fue hecho durante 1259-1272.
Aunque la contribución de Guillermo al redescubrimiento de Aristóteles, en el siglo XIII, no fue tan significativa como a veces se afirma, su trabajo sin duda ayudó a formar una imagen más clara de la filosofía griega, y en particular de Aristóteles, que la que ofrecían las versiones árabes en las que se habían basado anteriormente, y que habían distorsionado u oscurecido la relación entre los sistemas filosóficos platónico y aristotélico. La traducción de Guillermo de Proclo fue también importante, demostrando que el influyente libro Liber de causis, no era una obra genuina de Aristóteles, sino que derivaba de la Elementatio Theologica de Proclo.
Según una tradición originada en la Edad Media tardía, Guillermo conocía a Tomás de Aquino y fue comisionado por él para hacer algunas de las traducciones. Pero no hay un registro contemporáneo de la amistad o de los encargos. Si se conocieron, lo más probable es que fuera durante los tres o cuatro años que el Aquino estuvo trabajando en Orvieto, es decir, no antes de la elección del Papa Urbano IV en agosto de 1261, quien invitó a Aquino a servir en la corte papal, y no después de 1265, cuando Aquino partió hacia Roma. Su traducción de De motu animalium es citada por Tomás en Summa contra Gentiles, probablemente completada en 1264.

## Traducciones árabes y comentarios
Los lógicos árabes habían heredado las ideas griegas después de haber invadido y conquistado Egipto y Siria y Palestina. Sus traducciones y comentarios sobre estas ideas se abrieron paso a través del Occidente árabe hasta España y Sicilia, que se convirtieron en importantes centros para esta transmisión de ideas.
Las traducciones al árabe occidental de las obras griegas (encontradas en Iberia y Sicilia) se originan en las fuentes griegas conservadas por los bizantinos. Estas transmisiones al Occidente árabe tuvieron lugar en dos etapas principales.

### Primer período: Traducciones greco-árabes

#### Omeyas
El primer período de transmisión durante los siglos VIII y IX fue precedido por un período de conquista, ya que los árabes tomaron el control de áreas previamente helenizadas como Egipto y el Levante mediterráneo en el siglo VII. En este punto comenzaron a encontrarse con las ideas griegas, aunque desde el principio, muchos árabes fueron hostiles al aprendizaje clásico. Debido a esta hostilidad, los califas religiosos no pudieron apoyar las traducciones científicas.  Los traductores tenían que buscar a ricos empresarios en lugar de a los religiosos.  Sin embargo, hasta la época de los abásidas en el siglo VIII, había poco trabajo de traducción. La mayor parte del conocimiento del griego durante la época omeya se obtuvo de los eruditos griegos que permanecieron del período bizantino, más que a través de una amplia traducción y difusión de los textos. Unos pocos eruditos sostienen que la traducción fue más amplia de lo que se piensa durante este período, pero la suya sigue siendo una opinión minoritaria.

#### Abasíes
El principal período de traducción fue durante el califato abasí. El segundo Califa abasí Al-Mansur trasladó la capital de Damasco a Bagdad. Aquí fundó la gran biblioteca con textos que contienen textos clásicos griegos. Al-Mansur ordenó traducir al árabe este rico fondo de literatura mundial. Al-Mansur ordenó que se hicieran traducciones del griego, siríaco y persa, siendo los libros siríacos y persas a su vez traducciones del griego o sánscrito.
El rey de Persia del siglo VI, Anushiravān (Cosroes I) el Justo, había introducido muchas ideas griegas en su reino. Ayudados por este conocimiento y yuxtaposición de creencias, los abasíes consideraron valioso mirar al islam con ojos griegos y a los griegos con ojos islámicos. Los filósofos abasíes también insistieron en la idea de que el islam había insistido desde el principio en que la recopilación de conocimientos era importante para la religión. Estas nuevas líneas de pensamiento permitieron que el trabajo de reunir y traducir las ideas griegas se expandiera como nunca antes lo había hecho.

##### Casa de la sabiduría de Bagdad

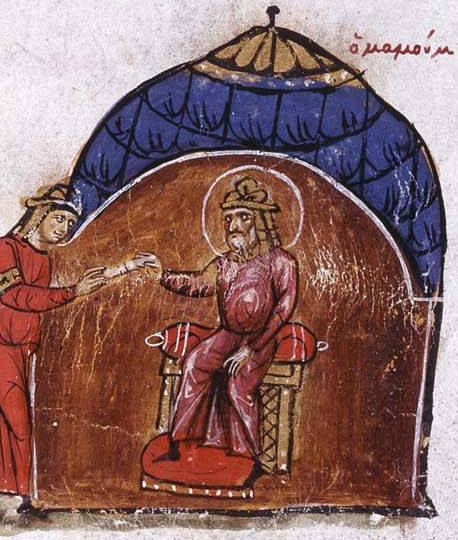
El Califa abasí Al-Mamín envía un enviado al emperador bizantino Teófilo.

El califa Al-Mansur fue el mecenas que más hizo para atraer a los médicos nestorianos a la ciudad de Bagdad que había fundado, y también fue un príncipe que hizo mucho para animar a los que se pusieron a preparar traducciones al árabe de obras griegas, siríacas y persas. Más importante aún fue el patrocinio del califa Al-Mamún, que en el año 217 (= 832 d.  C.) fundó una escuela en Bagdad, que sin duda fue sugerida por las escuelas nestorianas y zoroástricas ya existentes, y a la que llamó Bayt al-Hikmah) o Casa de la sabiduría, y que puso bajo la dirección de Yuhanna ibn Masawaih (fallecido en A.H. 243 = 857 d.  C.), que fue un autor tanto en siríaco como en árabe, y aprendió también el griego. Su tratado médico sobre las Fiebres tuvo una larga reputación y fue posteriormente traducido al latín y al hebreo.
Sin embargo, la labor más importante de la academia fue realizada por los alumnos y sucesores de Yuhanna, especialmente Abu Zayd Hunayn ibn Ishaq al-Ibadi (m. 263 A.H. = 876 d.  C.), el médico nestoriano al que ya nos hemos referido como traductor al siríaco de las principales autoridades médicas, así como de partes del Órganon de Aristóteles. Después de estudiar en Bagdad con Yuhanna, visitó Alejandría y regresó, no solo con la formación impartida en lo que entonces era la primera escuela de medicina, sino con un buen conocimiento del griego que empleó para hacer traducciones en siríaco y árabe.
Más tarde, el califa Al-Mamún también envió emisarios a los bizantinos para reunir manuscritos griegos para su nueva universidad, convirtiéndola en un centro para el trabajo de traducción del griego en el mundo árabe. Al principio solo se buscaban obras prácticas, como las de medicina y tecnología, pero con el tiempo se popularizaron las obras de filosofía.
La mayoría de los estudiosos coinciden en que durante este período la retórica, la poesía, las historias y los dramas no se tradujeron al árabe, ya que se consideraba que servían a fines políticos que no se buscaban en los estados árabes. En su lugar, las obras filosóficas y científicas fueron casi todo el foco de la traducción. Sin embargo, esto ha sido cuestionado por una minoría de académicos, que sostienen que historias como Las mil y una noches tienen claros paralelos con la literatura griega, lo que demuestra que muchos árabes estaban más familiarizados con las humanidades griegas de lo que se cree.

### Después de la traducción: Comentario en árabe de las obras griegas

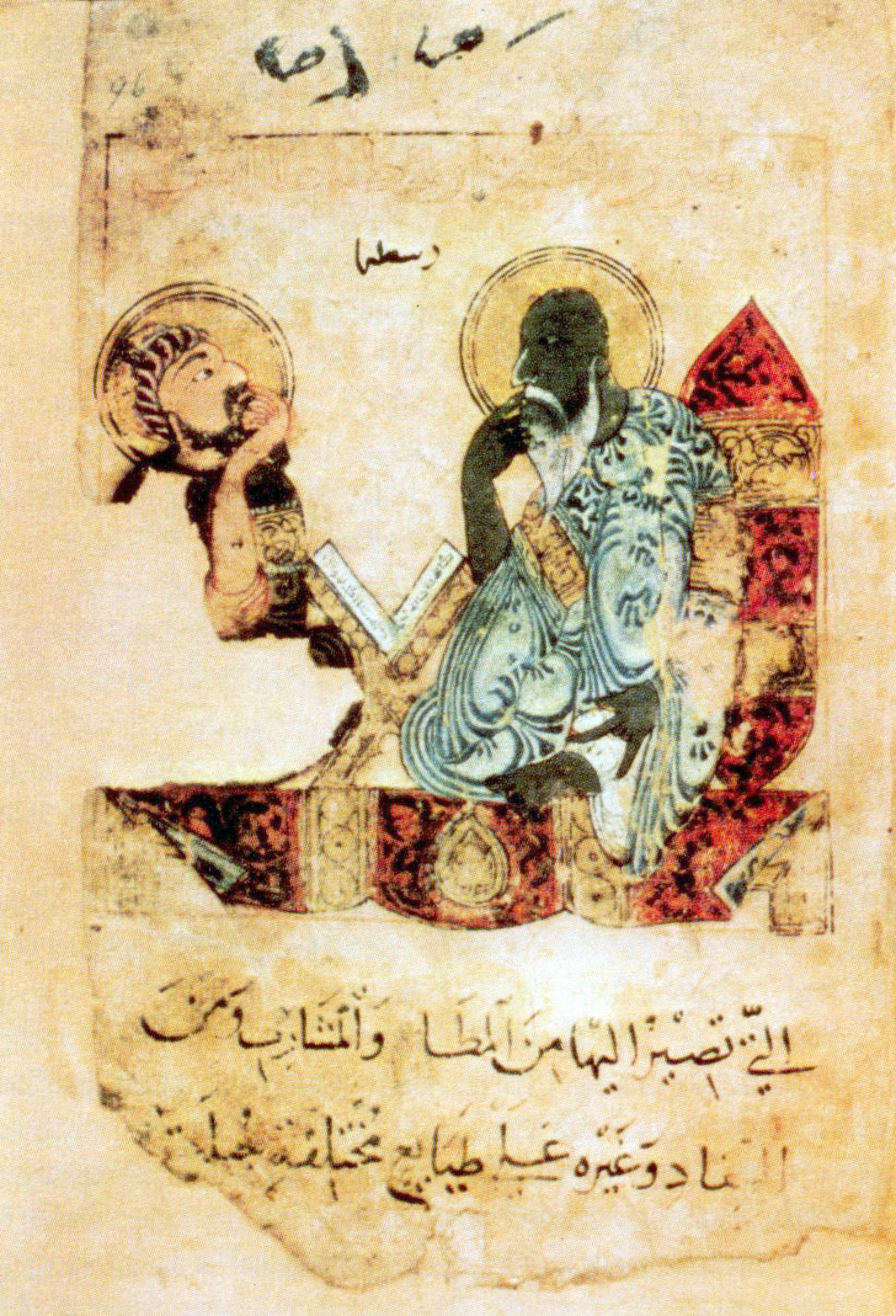
Representación árabe medieval de Aristóteles enseñando a un estudiante.

Al-Kindi (Alkindus), un famoso lógico y figura prominente en la Casa de la sabiduría, es aclamado unánimemente como el «padre de la filosofía islámica o árabe». Su síntesis de la filosofía griega con las creencias islámicas encontró mucha oposición, y en un momento dado fue flagelado por aquellos que se oponían a sus ideas. Argumentó que se podía aceptar el Corán y otros textos sagrados, y trabajar desde ese punto para determinar la verdad. Siempre que se encontraba en un punto muerto, abandonaba las ideas griegas en favor de la fe islámica. Antes de Al-Kindi, por ejemplo, sobre la cuestión de cómo el Dios inmaterial del Corán podía sentarse en un trono en el mismo libro, un teólogo había dicho: «La sesión es conocida, su modalidad es desconocida. Creer en ella es una necesidad, y plantear preguntas al respecto es una herejía». Pocos de los escritos de Al-Kindi han sobrevivido, lo que hace difícil juzgar su trabajo directamente, pero está claro por lo que existe que trabajó cuidadosamente para presentar sus ideas de una manera aceptable para otros musulmanes.
Después de Al-Kindi, varios filósofos argumentaron puntos de vista más radicales, algunos de los cuales incluso rechazaron la revelación, sobre todo el lógico persa, Al-Razi o "Rhazes". Considerado uno de los pensadores más originales entre los filósofos persas, desafió tanto las ideas islámicas como las griegas de manera racionalista. También, donde Al-Kindi se había centrado en Aristóteles, Al-Rhazi se centró en Platón, introduciendo sus ideas como un contraste.
Después de Al-Kindi, Al-Farabi introdujo el neoplatonismo a través de su conocimiento de la cultura helenística de Alejandría. A diferencia de Al-Kindi o Al-Rhazi, Al-Farabi dudaba en expresar sus propios sentimientos en temas de religión y filosofía, eligiendo más bien hablar solo a través de las palabras de las diversas filosofías con las que se encontró.
Décadas después de Al-Farabi, Ibn Sina (Avicena) recopiló las ideas de muchos filósofos musulmanes de los siglos anteriores y estableció una nueva escuela que se conoce como avicenismo. Después de este período, la filosofía griega entró en un declive en el mundo islámico. Teólogos como Al-Ghazali argumentaban que muchos reinos de la lógica sólo funcionaban en la teoría, no en la realidad. Sus ideas influirían más tarde en las ideas religiosas de Europa occidental. En respuesta a La incoherencia de los filósofos de Al-Ghazali, el filósofo andaluz Ibn Rushd (Averroes), el más famoso comentarista de Aristóteles y fundador del averroísmo, escribió una refutación titulada La destrucción de la destrucción.
En 1200, cuando la filosofía fue revivida de nuevo en el mundo islámico, Al-Kindi y Al-Farabi ya no eran recordados, mientras que la obra de compilación de Ibn Sina todavía lo era. Ibn Sina, también conocido como Avicena, más tarde influiría fuertemente en el pensamiento filosófico, teológico y científico europeo, llegando a ser conocido como «el científico más famoso del Islam» por muchos historiadores occidentales.

### Recepción de las ideas griegas en Europa Occidental a través de la tradición árabe
Mientras que las ideas griegas penetraron gradualmente en el mundo islámico, las conquistas de los musulmanes se extendieron al continente europeo. España fue conquistada por los árabes alrededor del 700 d. C., llegando incluso hasta Poitiers, Francia, en el 732 (Batalla de Tours). Para el 902 Sicilia fue conquistada. Con la ayuda de las ideas griegas y otras, Al-Ándalus en particular se convirtió rápidamente en la zona más poblada y próspera de Europa. Uno de los gobernantes de la España musulmana, Alhakén II, se esforzó por reunir libros de todo el mundo árabe, creando una biblioteca que más tarde se convertiría en un centro de traducción al latín.

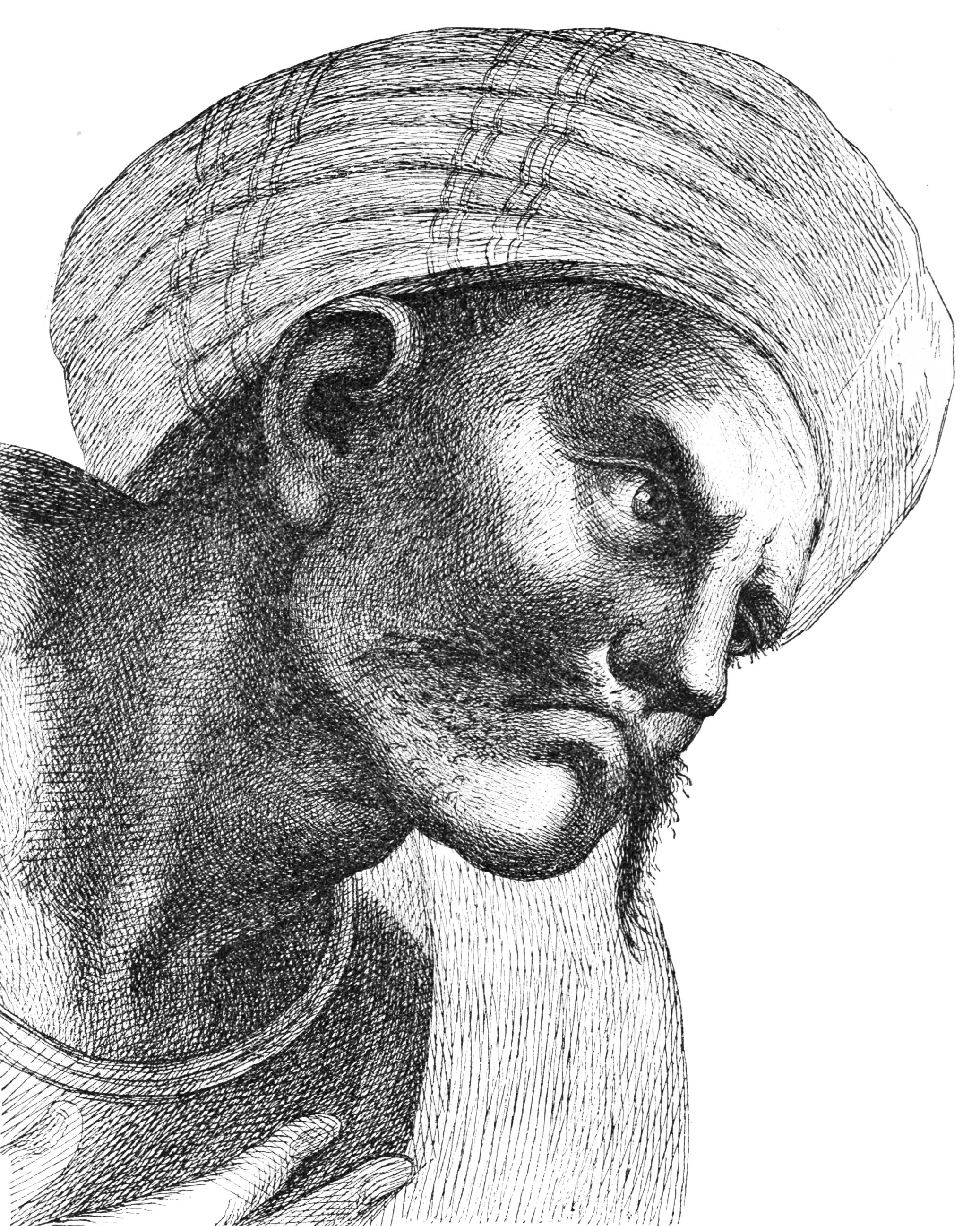
Averroes

Al igual que los libros, muchos estudiosos árabes que habían estudiado las ideas griegas en el este, por ejemplo, Mohammed ibn Abdun al-Jabalin y 'Abdu'l-Rahman ibn Ismail vinieron a España e introdujeron muchas ideas sobre medicina así como varios de los trabajos de Aristóteles y Euclides. Ibn Bayya (conocido como Avempace) e Ibn Rushd (conocido como Averroes) estuvieron entre los otros filósofos famosos de España que fomentaron la expansión de las ideas griegas en la medicina y la filosofía.
Antes de Averroes, muchos filósofos árabes habían confundido a Aristóteles con Plotino, un egipcio helenizado que fundó el neoplatonismo y mezcló las ideas de Aristóteles con las de Platón. Averroes redescubrió al "verdadero" Aristóteles traduciendo textos claves reintroduciéndolo a la España árabe. También desafió las filosofías de Al-Ghazali, en gran parte antigriegas, y ofreció una de las mejores reconciliaciones del Islam y la filosofía de la época. La clave de sus argumentos era la idea de que, aunque solo había una verdad, esta podía expresarse de muchas maneras, incluidas tanto la filosofía como la religión. Incluso usó el Corán para respaldar sus argumentos a favor de la filosofía y la lógica griegas, especialmente el pasaje: «Es Él, [O Muhammad] quien te ha revelado el Libro... algunos de sus versos son inequívocos... y los otros son ambiguos... sólo Dios y los confirmados en el conocimiento conocen su interpretación». Averroes argumentó que «los confirmados en el conocimiento» eran filósofos.
Los filósofos y teólogos escolásticos de la Edad Media como Aquino llamaron más tarde a Averroes «El Comentador», y Miguel Escoto tradujo varias de las obras de Averroes dentro de los cincuenta años de la muerte del árabe. Sin embargo, la recepción de Averroes en Europa occidental contrastaba con su rechazo definitivo por parte de los árabes en España. Poco después de Averroes, las ideas griegas en el mundo árabe fueron en gran medida rechazadas por aquellos a quienes les disgustaba todo lo que no fuera «verdaderamente árabe».

#### Árabe: Latín o vernáculo

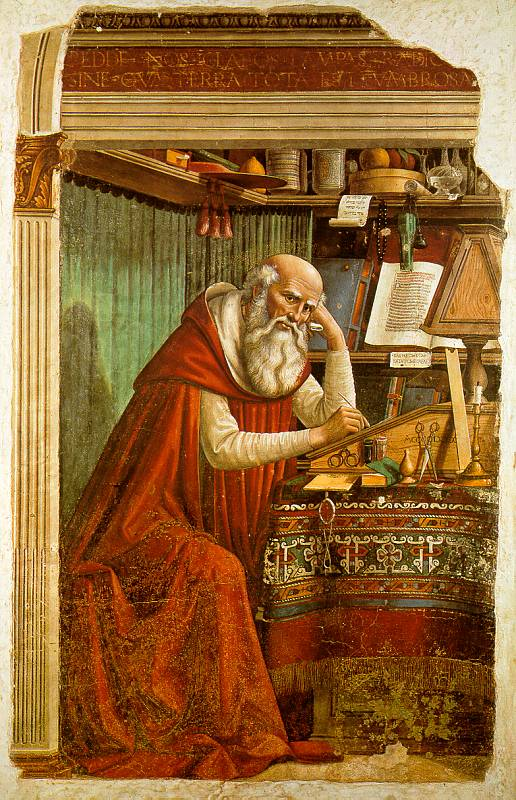
El erudito medieval cristiano San Jerónimo (aquí representado por Domenico Ghirlandaio, iglesia de Ognissanti, Florencia) estaba en contra de muchas ideas griegas.

Mientras los musulmanes estaban ocupados traduciendo y añadiendo sus propias ideas a las filosofías griegas, el Occidente latino seguía sospechando de las ideas paganas. Los líderes de la Iglesia Ortodoxa en el Imperio bizantino también desaprobaban la filosofía, y el Imperio acababa de atravesar un período de plaga, hambruna y guerra. Más al oeste, varias figuras clave de la historia europea que vinieron después de Boecio reforzaron el abrumador alejamiento de las ideas griegas. Durante siglos, las ideas griegas en Europa fueron casi inexistentes, hasta que la parte oriental del Imperio romano-bizantino fue saqueada durante las Cruzadas desbloqueando numerosos textos griegos. Dentro de Europa occidental, solo unos pocos monasterios tenían obras griegas, y aún menos copiaron estas obras.
Hubo un breve período de resurgimiento, cuando el monje anglosajón Alcuino de York y otros reintrodujeron algunas ideas griegas durante el renacimiento carolingio del siglo VIII. Después de la muerte de Carlomagno, sin embargo, la vida intelectual volvió a decaer[38]. En el siglo XII, sin embargo, el pensamiento escolástico comenzó a desarrollarse, lo que condujo al surgimiento de universidades en toda Europa. Estas universidades recogieron lo poco que el pensamiento griego había conservado a lo largo de los siglos, incluidos los comentarios de Boecio sobre Aristóteles. También sirvieron como lugares de discusión para nuevas ideas provenientes de nuevas traducciones del árabe en toda Europa.
En el siglo XII, el temor europeo al Islam como amenaza militar había disminuido un poco. Toledo, en España, había caído de manos árabes en 1085, Sicilia en 1091, y Jerusalén en 1099. Estas tierras fronterizas lingüísticas resultaron ser un terreno fértil para los traductores. Estas áreas habían sido conquistadas por pueblos árabes de habla griega y latina a lo largo de los siglos y contenían habilidades lingüísticas de todas estas culturas. La pequeña y poco escolar población de los reinos cruzados contribuyó muy poco a los esfuerzos de traducción, hasta que la Cuarta Cruzada se llevó la mayor parte del Imperio bizantino. Sicilia, que todavía era mayoritariamente de habla griega, era más productiva; había visto gobernar a bizantinos, árabes e italianos, y muchos hablaban con fluidez el griego, el árabe y el latín. Los sicilianos, sin embargo, estaban menos influenciados por los árabes y en cambio se destacan más por sus traducciones directamente del griego al latín. España, por otra parte, era un lugar ideal para la traducción del árabe al latín debido a la combinación de las ricas culturas latina y árabe que convivían juntas.

#### España y Sicilia
Ya en el siglo X, los estudiosos de Andalucía habían comenzado a reunir textos traducidos, y en la segunda mitad de ese siglo comenzaron a transmitirlos al resto de Europa. Sin embargo, después de la Reconquista del siglo XII, España se abrió aún más para los estudiosos cristianos, que ahora podían trabajar en territorio religioso "amigo". Al encontrarse estos europeos con la filosofía islámica, sus temores anteriores se convirtieron en admiración, y de España llegó una gran cantidad de conocimientos árabes de matemáticas y astronomía. Los extranjeros llegaron a España para traducir desde toda Europa, y Toledo se convirtió en un centro para estos viajeros, ya que muchos de sus ciudadanos escribían diariamente tanto en árabe como en lenguas de base latina.
Aunque en España se realizaba una gran cantidad de trabajo, no había una escuela central de traducción ni un verdadero esfuerzo organizado, como había habido a veces entre los árabes. Los traductores procedían de muchos orígenes diferentes y traducían por muchas razones diferentes. Por ejemplo, los eruditos judíos no cristianos participaron traduciendo obras árabes que ya habían sido traducidas al hebreo, al latín y a las lenguas vulgares. Sin embargo, algunos eruditos han sugerido que Raimundo de Toledo, el arzobispo de Toledo, parece haber iniciado un movimiento organizado de apoyo a las traducciones, y muchos eruditos que parecen estar asociados con él en los documentos pueden haber traducido de dos en dos, trabajando juntos.

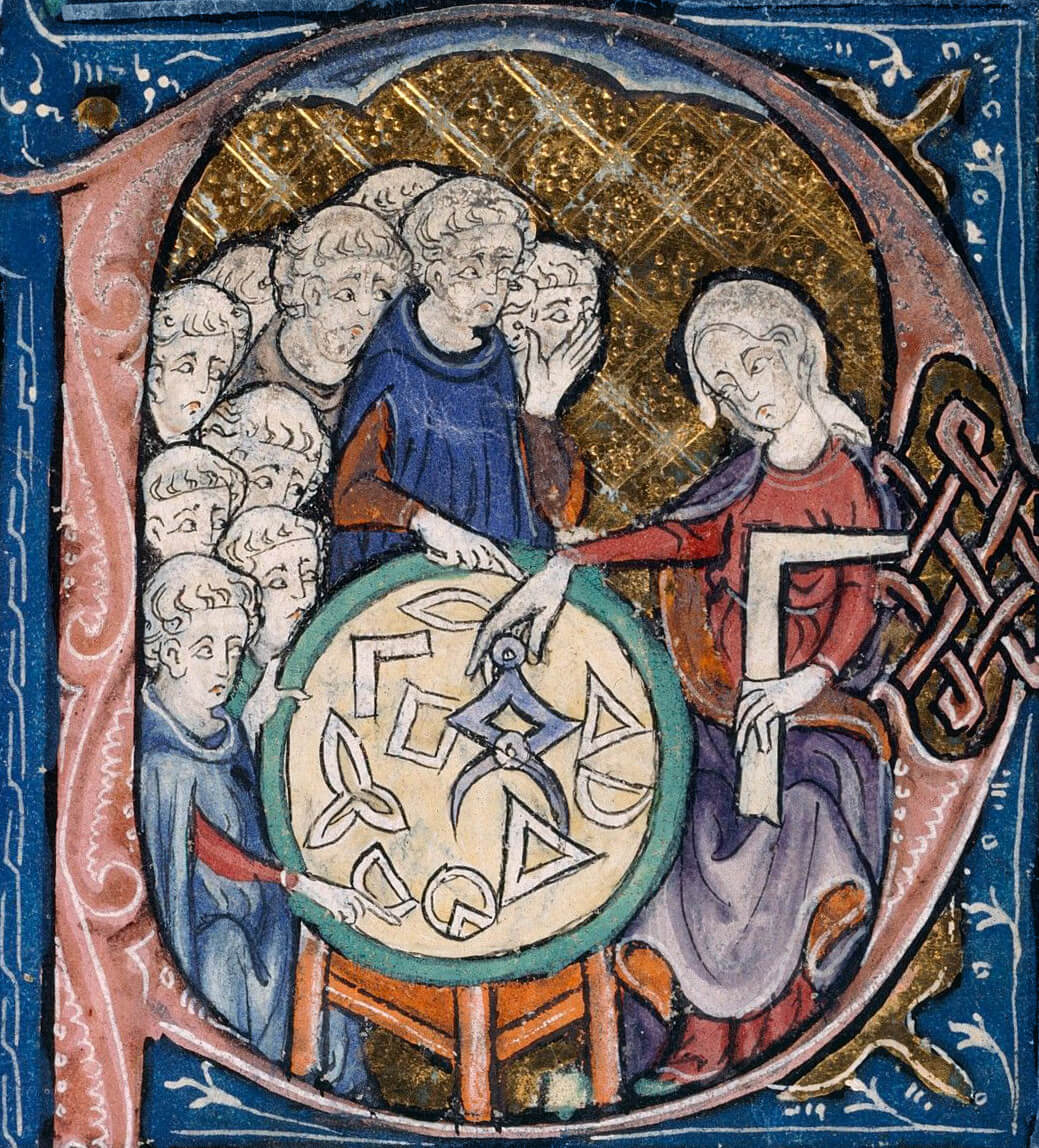
Detalle de un manuscrito iluminado del de la traducción de los Elementos de Euclides atribuida a Adelardo de Bath

Aún se desconoce si Raimundo realmente comenzó un esfuerzo verdaderamente central y organizado en la traducción, más tarde generalizado como la Escuela de Traductores de Toledo. Lo que sí se sabe es que la mayoría de las traducciones que salieron de España trataban de medicina o astronomía. Hugo de Santalla, por ejemplo, tradujo una gran selección de obras árabes todas ellas relacionadas con la astronomía, así como trazar la historia del pensamiento astronómico a través de la historia, subrayando el trabajo de los griegos, persas, helenistas y árabes en un gran prefacio a su volumen.
En el siglo XIII, la traducción había disminuido en España, pero estaba en alza en Italia y Sicilia, y desde allí a toda Europa. Adelardo de Bath, un inglés, viajó a Sicilia y al mundo árabe, traduciendo obras de astronomía y matemáticas, incluyendo la primera traducción completa de los Elementos de Euclides. Poderosos reyes normandos reunieron hombres de alto conocimiento de Italia, y otras áreas, en sus cortes, como signos de prestigio. Incluso los bizantinos experimentaron un resurgimiento aristotélico a mediados del siglo XII, y reunieron hombres de Italia también.